# Skok na kasę
Skok na kasę – amerykańska komedia kryminalna z 2008 roku. Luźny remake brytyjskiego filmu telewizyjnego Hot Money z 2001 roku.

## Fabuła
Fabuła zaczyna się w momencie aresztowania i przesłuchiwania. Potem cofamy się trzy lata wstecz i przeplata się to scenami przesłuchań.
Trzy lata przed aresztowaniem Bridget Cardigan prowadziła wygodne życie przedstawicielki klasy średniej. Tak było do momentu, gdy jej mąż Don zostaje zwolniony z pracy i popadł w długi. Nie jest w stanie zapłacić sprzątaczce Selinie. Ta namawia Bridget, by podjęła pracę jako sprzątaczka w Banku Rezerw Federalnych w Kansas City.
Pierwszego dnia pracy Bridget układa plan kradzieży zużytych dolarów przeznaczonych do zniszczenia. Do niej dołącza Nina, która obsługuje niszczarkę i Jackie, która przywozi wózki z pieniędzmi do zniszczenia wewnątrz banku. Przekonanie Niny zajmuje trochę czasu, ale Jackie szybko dołącza.

## Obsada
- Diane Keaton - Bridget Cardigan
- Ted Danson - Don Cardigan
- Katie Holmes - Jackie Truman
- Adam Rothenberg - Bob Truman
- Queen Latifah - Nina Brewster
- Peyton 'Alex' Smith - Starszy Dante
- Meagen Fay - Mindy Arbogast
- Christopher McDonald - Bryce Arbogast
- Sylvia Castro Galan - Selina
- Morgana Shaw - Molly
- Roger R. Cross - Barry
- Stephen Root - Glover
- Marc Macaulay - Agent Wayne
- Finesse Mitchell - Shaun
- Maliek Golden - Młody Dante
- Khari King - Młody Jimmy